# William Mosley
 William Ralph Mosley Jr. (Shreveport, Luisiana, 22 de enero de 1989) es un baloncestista estadounidense que pertenece a la plantilla del UNICS Kazan de la VTB United League. Con 2,01 metros de estatura, juega en la posición de pívot. 

## Trayectoria deportiva

### Universidad
Jugó cuatro temporadas con los Demons de la Universidad Estatal Northwestern, en las que promedió 8,0 puntos, 9,0 rebotes y 3,7 tapones por partido. Lideró su conferencia en tapones en sus cuatro temporadas, acabando como el segundo mejor taponador de la historia. En la última fue incluido en el mejor quinteto de la Southland Conference, mientras que en año anterior lo fue en el segundo equipo.

### Profesional
Tras no ser elegido en el Draft de la NBA de 2012, firmó su primer contrato profesional con el Biancoblù Basket Bologna de la Legadue, donde jugó una temporada en la que promedió 8,5 puntos y 9,1 rebotes por partido. Al año siguiente fichó por el Basket Ferentino, renombrándose el segundo nivel del baloncesto italiano como Divisione Nazionale A Gold. Jugó también una temporada, promediando 9,5 puntos y 5,9 rebotes por partido.
En 2014, y sin cambiar de categoría, fichó por el Basket Recanati, Jugó una temporada en la que estableció los mejores registros de su carrera profesional, al promediar 17,3 puntos, 13,0 rebotes y 2,7 tapones por partido, siendo el máximo reboteador de la categoría. Al año siguiente firmó con Latina Basket, Allí jugó una temporada, en la que promedió 11,7 puntos y 10,2 rebotes por encuentro.
En julio de 2016 firmó con el Legnano Basket Knights, de nuevo en Serie A2, equipo que sería el primero con el que repitioó temporada, pasando dos años en el club. El 2 de agosto de 2018, tras seis años en Italia, por fin firma con un equipo de la Serie A, el Pallacanestro Trieste.
En la temporada 2021-22, firma por el KK Mornar Bar de la Erste Liga.
El 16 de abril de 2022, firma por el UNICS Kazan de la VTB United League.